# Christian Babonneau
Pour les articles homonymes, voir Babonneau.
Christian Babonneau, né le 21 mai 1962 à Nantes (Loire-Atlantique), est président de la Fédération sportive et culturelle de France depuis le 23 novembre 2012.

## Biographie
Christian, Jacques, Maurice Babonneau, qui réside à Saint-Sébastien-sur-Loire, est né le 21 mai 1962 à Nantes. Il fait sa scolarité primaire dans les écoles de Saint-Sébastien-sur-Loire, Notre-Dame-de-Toutes-Grâces, Sainte-Thérèse, au collège Saint-Blaise de Vertou et au lycée La Joliverie de 1980 à 1982. Incorporé en octobre de la même année à Rennes, il est moniteur de sport au bureau du service national et soldat de 1re classe.

### Parcours professionnel
Salarié de la Société générale depuis 1983, il devient directeur d’agence pendant 12 ans puis responsable du marché des associations et du secteur public pour le département de Loire-Atlantique en 2005.

### Engagements bénévoles dans le domaine sportif

#### Cambronnaise de Saint-Sébastien-sur-Loire
Christian Babonneau adhère à la Cambronnaise de Saint-Sébastien-sur-Loire en septembre 1970 à l’âge de 8 ans pour y pratiquer, comme son frère aîné, la gymnastique. En 1975, à 13 ans, il est à l'origine de la création d'une section de poussins masculins. Il suit alors les cycles de formation fédérale : éveil aux responsabilités, 1er degré en gymnastique masculine, juge régional en gymnastique masculine et cinq ans plus tard il commence à s'investir au niveau de la section de gymnastique féminine dont il entraîne la catégorie Jeunesses. Celles-ci sont neuf ans de suite championnes de Loire-Atlantique. En 1985 il prend en charge la coordination de l'ensemble de la section féminine et n'abandonne cette responsabilité en 1988 que pour se charger du secrétariat général de l'association. Il coordonne dès l'année suivante l'organisation du championnat fédéral féminin FSCF. Lors de l'assemble générale de 1989, il succède à Joseph Rivet à la présidence de la Cambronnaise,.
Sa présidence est marquée en 1989 par la gymnastique de détente et la gymnastique rythmique et sportive (GRS) et, en 1994, par l’éveil de l'enfant et l'ouverture d’un centre de vacances et de loisirs ainsi que l'agrandissement des locaux sportifs. En 1996 une section aérobic complète l’éventail des activités. La formation des cadres devient aussi une priorité permanente. En 1995 la Cambronnaise organise le premier Open fédéral de gymnastique de la Fédération sportive et culturelle de France (FSCF) qui regroupe à Saint-Sébastien-sur-Loire la gymnastique artistique féminine (GAF), la gymnastique artistique masculine (GAM) et la GRS. Elle récidive en 2005 et 2009, accueillant à chaque fois plus de 5 000 participants. Elle passe de 650 adhérents à plus de 1 000 entre 2007 et 2010 avec des activités culturelles nouvelles — danses et capoeira — et l'accueil de 50 personnes handicapées physiquement. En 2013,  Christian Babonneau est toujours président et la Cambronnaise est le plus gros club en termes de licenciés de Saint Sébastien, soit 1 350 adhérents.

#### Fédération sportive et culturelle de France
Christian Babonneau reconnaît volontiers que son engagement associatif est motivé par la volonté de « véhiculer certaines valeurs, dont le respect de l'être humain », qui lui a été transmise par son « père spirituel », Joseph Rivet, qui préside avant lui La Cambronnaise pendant 34 ans.
Il s'affirme toujours attaché aux valeurs humanistes qui ont présidé à la création de la fédération. Il s'investit dans les structures territoriales de la FSCF dès 1989. Il est secrétaire général du comité départemental FSCF de la Loire-Atlantique de 1989 à 1993 puis président de la ligue FSCF des Pays de la Loire de 1996 à 2005.
Il devient membre du comité directeur de la FSCF lors du congrès de novembre 1996, puis 1er vice-président en décembre 2002. Il est élu président de la FSCF le 23 novembre 2012 en succédant à Jean Vintzel. À 50 ans il devient ainsi le plus jeune dirigeant à prendre la tête de cette fédération sportive,. Le 27 juin 2013 il est nommé suppléant au Conseil national du sport en qualité de représentant du mouvement sportif et s'engage dans la défense du sport pour tous prôné par les fédérations affinitaires et omnisports,. Le 25 novembre 2016, lors du congrès tenu au Mans, il est réélu président avec 98 % des voix,,. Du 24 au 26 novembre 2017, il préside le 105e congrès de la Fédération sportive et culturelle de France à Saint-Marcellin,.

## Distinctions
- Médaille de la jeunesse, des sports et de l'engagement associatif, or (2015) remise par Jean Vintzel le 12 décembre 2015 à l'occasion du congrès fédéral FSCF de Villefranche-sur-Saône.
- Chevalier de l'ordre national du Mérite en 2023[1] dont la médaille lui est remise par Jean Vintzel le 23 mars 2024 à l'occasion des assise nationales de la FSCF à Saint-Sébastien-sur-Loire.
- chevalier de l'ordre de Saint-Sylvestre dont la médaille lui est remise par Mgr Alexandre Joly, le 24 novembre 2024 à l'occasion du congrès national de la FSCF à Troyes[26].